# Rebić
 Ovo je glavno značenje pojma Rebić. Za prezime pogledajte Rebić (prezime).
Rebić je naselje u Republici Hrvatskoj, u sastavu Općine Udbina, Ličko-senjska županija. Donji Rebić je zapadno od Udbine i ceste D522, a Gornji Rebić je dalje prema zapadu.
Donji Rebić je na 44°32′41″N 15°44′08″E / 44.5447°N 15.7356°E. Gornji Rebić je na 44°32′37″N 15°42′49″E / 44.5436°N 15.7135°E. Oba su naselja južno od ceste 5164 koja vodi od odvojka ceste Udbina - Jošani kod zone zračne luke Udbina prema istoku. Cesta 5164 vodi ka zapadu i Podlapači.

## Povijest
Hrvati na Udbini i u prstenu sela naokolo Udbine - u Podudbini, Ćojluku, Vrbi, Mutiliću i Rebiću stoljećima su činili 98% stanovnika sve do noći u 13. na 14. prosinca 1942. godine. Svi su bili starosjedioci ličko-čakavske provenijencije i činili su 98% stanovništva.

## Stanovništvo
Prema popisu stanovništva iz 2001. godine, naselje je imalo 6 stanovnika te 5 obiteljskih kućanstava.
| broj stanovnika | 206   | 232   | 246   | 271   | 302   | 259   | 244   | 238   | 137   | 162   | 162   | 107   | 75    | 63    | 6     | 22    | 11    |
|                 | 1857. | 1869. | 1880. | 1890. | 1900. | 1910. | 1921. | 1931. | 1948. | 1953. | 1961. | 1971. | 1981. | 1991. | 2001. | 2011. | 2021. |